# Mercenario (película)
Mercenario (título original: Mercenary) es una película estadounidense de acción, drama y suspenso de 1996, dirigida por Avi Nesher, que a su vez la escribió junto a Steven Hartov, Beverly Graf, Eden Harvest y Evan Spiliotopoulos, musicalizada por Roger Neill, en la fotografía estuvo Irek Hartowicz y los protagonistas son Olivier Gruner, John Ritter y Robert Culp, entre otros. El filme fue realizado por Argo Films, Conquistador Entertainment y HBO; se estrenó el 17 de octubre de 1996.

## Sinopsis
Jonas Ambler es un empresario adinerado a quien le matan a su mujer unos raptores. Pretende vengarse, entonces contrata a un mercenario para hallar y eliminar a los asesinos. Pero hay una condición, él también va a ir.